# 定海桥
定海桥是中國上海市楊浦區歷史上的一座横跨定海港的橋樑，橋名得名自定海路，它南至凉州路，北至平凉路。中華人民共和國建國后定海桥下的河面被填为陆地，定海桥栏杆被拆除，桥身与定海路成為一体。

### 地名
定海桥也成為橋周邊的地名，主要指的是定海路、波阳路交叉口附近的区域。定海桥周边有裕丰纱厂、密丰绒线厂、怡和啤酒厂、大康纱厂、英商电气公司发电厂、杨树浦煤气厂、公大纱厂等，大批苏北移民以及淮剧演藝人士來此居住，形成产业工人聚居区以及棚户区。
後來一群学生、设计师、艺术家们對定海桥產生兴趣。他们來到定海橋调查研究，并于2015年在定海港路252号成立“定海桥互助社”。同年，上海当代艺术博物馆展出《定海桥：对历史的艺术实践》。策展人呈现了9件基于对定海桥地区考察而创作的作品。2021年9月30日，定海桥互助社關閉。